# Twardorzeczka
Twardorzeczka est une localité polonaise de la gmina de Lipowa, située dans le powiat de Żywiec en voïvodie de Silésie.